# 川陕梾木
川陕梾木（学名：Swida koehneana）为山茱萸科梾木属下的一个种。

## 扩展阅读
- 維基物種上的相關：川陕梾木